# Acquedolci-San Fratello vasútállomás
Acquedolci-San Fratello vasútállomás egy vasútállomás Olaszországban, Szicília régióban, Messina megyében, Acquedolci településen. Forgalma alapján az olasz vasútállomás-kategóriák közül a bronz kategóriába tartozik.